# Bamseom
Bamseom (en coreano: 밤섬) son un par de islotes en el río Han en Seúl, Corea del Sur. Los islotes se encuentran deshabitados, y poseen una superficie total de 241.000 m² y una longitud de 1.147 metros, se localizan entre la isla más grande de Yeouido, a la que estuvieron conectados una vez, y la costa norte. Permanecen conectados entre sí por una estrecha franja de sedimentos. El Puente de Seogang pasa directamente sobre el islote occidental, aunque no hay acceso disponible, ya que los islotes han quedado como un santuario natural. Hay, sin embargo, un punto de observación para el estudio de las aves. Las aves migratorias utilizan los islotes a menudo.